# اینتگراز
اینتگرازها دسته‌ای از آنزیم‌های پرکاربرد در مهندسی ژنتیک هستند که توسط رتروویروس‌ها (از جمله ویروس HIV) تولید می‌شوند و موجب الحاق محتوای ژنتیکی این ویروس‌ها به ژنوم سلول میزبان در فرایند آلوده سازی می‌شوند. اینتگراز سنتز شده توسط ویروس‌های محتوی DNA دو رشته‌ای به‌طور عمده در فرایندهای مهندسی ژنتیک به منظور الحاق توالی‌های سنتزی به DNAی سلول میزبان استفاده می‌گردد.

## ساختار
پروتئین اینتگراز از ۳ دومین تشکیل شده‌است:
- دومین Zinc Finger (واقع در ناحیه N- ترمینال)
- دومین مرکزی با فعالیت کاتالیتیک
- c- ترمینال

این آنزیم از طریق هر دوناحیهٔ دومین مرکزی و C ترمینال به DNAی سلول میزبان یا DNAی ویروسی متّصل می‌گردد. در حال حاضر هیچ اطّلاعاتی در رابطه با ساختار کریستالی این آنزیم در دست نیست، با این وجود یافته‌های بیوشیمیایی در رابطه با ساختار چهارم این پروتئین مصدق دایمر یا تترامر بودن این آنزیم است.

## عملکرد
در رتروویروس‌ها فرایند الحاق ژنوم ویروسی به ژنوم میزبان به‌دنبال سنتز DNAی دو رشته‌ای تحت اثر فعّالیت آنزیم رونوشت بردار معکوس (به انگلیسی: Reverse Transcriptase) صورت می‌گیرد. آنزیم اینتگراز وظیفهٔ اتّصال DNAی دورشته‌ای ویروسی را به DNAی سلول میزبان بر عهده دارد.
آنزیم اینتگراز به‌طور عمده کاتالیز ۲ واکنش پیاپی را بر عهده دارد:
- واکنش پردازش انتهای- ۳': طی این واکنش دو دئوکسی ریبونوکلئیک از انتهای ۳' DNAی ویروسی حذف می‌شود.
- واکنش انتقال رشتهٔ DNAی ویروسی: طی این واکنش DNAی ویروسی تحت فعّالیت کاتالیتیک آنزیم اینتگراز به DNAی سلول میزبان متّصل می‌شود. این اتّصال به منظور سنتز متعاقب پروتئین‌های ویروسی با بهره گیری از دستگاه ترجمه سلول میزبان ضروری است.

فعّالیت کاتالیتیک آنزیم اینتگراز، ضرورتاً مرحله‌ای کلیدی در فرایند الحاق ژنوم ویروس به ژنوم میزبان و تبدیل آن به توالی ثابت در فرایند آلوده سازی توسط ویروس است.